# Eheke
Eheke ist eine Siedlung im Wahlkreis Ondangwa-Land in der Region Oshana im Norden Namibias. Sie ist Kreisverwaltungssitz und hat etwa 1115 Einwohner auf einer Fläche von 1702,3898 Hektar. Eheke liegt 15 Kilometer südwestlich der Stadt Ondangwa.
Der Ort ist nach einer 1927 hier für die Viehhaltung angelegten Wasserstelle benannt. Unweit der Wasserstelle baute 1954 die Evangelisch-Lutherische Kirche in Namibia (ELCIN) eine Kirche unter einem Baum. Seit 2003 hat Eheke den Status einer Siedlung.